# Estadio Bragaña Garcia
Estadio Bragaña Garcia – stadion baseballowy w Moca, w Dominikanie. Używany głównie do rozgrywania meczów baseballowych i softballowych. Został otwarty w latach 70. XX wieku.